# Raspad – Der Zerfall
Raspad – Der Zerfall (Fernsehtitel: Zerstörung) ist ein Filmdrama von Regisseur Michail Belikow aus dem Jahr 1990.
Der Film thematisiert die Nuklearkatastrophe von Tschernobyl im April 1986, die Vertuschungsversuche der sowjetischen Regierung und den Umgang der Medien mit dem Unglück.

## Handlung
Der Journalist Alexander Shurawljow kehrt Ende April 1986 von einer Auslandsreise nach Kiew zurück und feiert mit Freunden den Karfreitag. Ein Freund, der Arzt Anatolij Stepanowich, der nicht zu der Feier gekommen ist, fährt in der Nacht zu einem nicht näher benannten Notfall im Kernkraftwerk Tschernobyl.
Während Shurawljow tags darauf von der Untreue seiner Frau erfährt, versucht Stepanowich, der die Symptome der Strahlenkrankheit bei einem Mitarbeiter des Kraftwerks erkannt hat, erfolglos die Menschen in Prypjat zu warnen. Shurawljows Versuch, bei seinem Chefredakteur mehr zu erfahren, wird abgewimmelt.
Erst einen Tag später beginnt die Evakuierung. Die Bewohner von Prypjat werden in Bussen aus der Gefahrenzone gebracht. In einer Pressekonferenz sollen auch ausländische Reporter beschwichtigt werden. Trotzdem machen Gerüchte die Runde, erste Notabtreibungen werden vorgenommen, Fahrkarten aus dem eventuell betroffenen Gebiet sind nur noch zu Schwarzmarktpreisen zu bekommen.
Shurawljow erpresst Shurik, Parteifunktionär und Liebhaber seiner Frau Lyudmilla, um einerseits Frau und Sohn sicher aus Kiew fortbringen zu lassen und andererseits selbst mit einer Gruppe von Berichterstattern den Unglücksort besuchen zu können. Beides wird arrangiert, und Shurawljow lässt sich mit den anderen als Held feiern, während er in den Hubschrauber steigt.
Die wegen der Strahlenbelastung minutiös geplante Berichterstattung gelingt. Shurawljow fotografiert und lässt sich fotografieren. Kurz wird er von einer Vision seines inzwischen verstorbenen Freundes Stepanowich heimgesucht.
Ein halbes Jahr später ist Shurawljow selbst Chefredakteur. Sein Auto wird von Unzufriedenen demoliert. Frau und Sohn sind wieder zurückgekehrt. Bei der Zusammenkunft mit den gleichen Freunden wie zu Ostern werden – diesmal in resigniertem Schweigen – die Bilder Shurawljows aus Tschernobyl vorgeführt.
Parallel zur Haupthandlung setzt sich in Prypjat das frisch verheiratete Pärchen Valerij und Lyuba von der enggedrängten Familienfeier ab, um in einem Zelt in den umgebenden Wäldern ungestört die Hochzeitsnacht verbringen zu können. Die beiden erfahren die Auswirkungen in der Umgebung eher zufällig und mit wachsender Angst, von einem verendeten Vogel neben dem Zelt über notgeschlachtetes Vieh bis hin zur Entseuchung einer orthodoxen Kirche während der Ostersonntagsliturgie.
Gleichzeitig wird der kleine Junge Kolya während der Evakuierung von seiner Familie getrennt. Er irrt durch die scheinbar geordneten Maßnahmen, will sich nicht von seinem verstrahlten Kätzchen trennen, sieht bei einigen Vorgängen zu und kehrt schließlich allein nach Prypjat zurück. Das letzte Mal wird er – schon von der Strahlenkrankheit gezeichnet – während des Überflugs der Journalisten über der verlassenen Stadt gesehen, als er mit Kreide eine Botschaft an seine Mutter auf den Platz neben dem Riesenrad schreibt.

## Auszeichnungen
Der Film erhielt die Goldmedaille des Präsidenten des italienischen Senats bei den Internationalen Filmfestspielen von Venedig 1990 und den Deutschen Jugend-Videopreis 1991.

## Kritik
„Öko-Thriller über die Atomkatastrophe von Tschernobyl im April 1986. Der Film versucht mit den Mitteln des Unterhaltungskinos, Hintergründe und Verschleierungstaktiken aufzuhellen und Problembewußtsein zu wecken. Ein interessanter, diskussionswerter Beitrag, der zugleich den "Zerfallsprozeß" der Sowjet-Gesellschaft spiegelt.“